# Antonín Váňa
Antonín Váňa (29. června 1868 Větrný Jeníkov – 24. února 1898 Královské Vinohrady) byl český básník a překladatel. Oceňované byly zejména jeho překlady z francouzštiny (François Coppée, Antoine François Prévost, Paul Verlaine), publikoval ale také několik vlastních básní a povídek v časopisech.

## Život
Narodil se 29. června 1868 ve Větrném Jeníkově č. 63 jako syn hraběcího kočího. Nejpozději v roce 1892 se přestěhoval do Prahy, kde pracoval jako magistrátní písař. 3. října 1893 se v kostele Panny Marie Vítězné na Malé Straně oženil s Barborou Šaršokovou, dcerou zámečníka z Radomyšle; zajímavostí je, že Váňa byl v matrice oddaných rovněž uveden jako záložník 102. pěšího pluku a že svědkem na svatbě byl akademický malíř Emanuel Boháč. Roku 1895 se s manželkou a synem přestěhovali na tehdy samostatné Královské Vinohrady a ještě týž rok se jim narodila dcera.
Byl skromný, plný ideálů, musel ale zápasit s existenčními potížemi. Zemřel 24. února 1898 na Královských Vinohradech čp. 638 (dnes Jana Masaryka 638/34, Praha 2) na tuberkulózu. Zanechal po sobě vdovu a dvě děti.

## Dílo
Váňa byl považován za příslušníka mladší básnické družiny 90. let 19. století. S dalšími mladými básníky ho spojovala láska k francouzské poezii. Byl vytrvalý a nadšený, s vášní pro všechno nové a krásné. Proslavily ho zejména zdařilé překlady z francouzštiny. Mistrně ovládal formu a dokonale vystihoval moderní francouzskou tvorbu.
Knižně vyšly jeho překlady:
- François Coppée: Poutník (1892), divadelní hra
- François Coppée: Olivier (1895)
- Georges Ohnet: Dáma v polosmutku (asi 1897)
- Antoine François Prévost: Manon Lescaut (1898), novela

V novinách a časopisech vyšla např. jeho původní díla:
- básně Loutky, Píseň a Improvisace nad vykopaným hrobem (Zlatá Praha 26.11.1897)[12]
- básně Astry, Srdce a Stará metamorfóza (Zlatá Praha 15.07.1898)[13]
- povídka Líbánky (Národní listy 18.01.1896)[14]
- povídka Konec bohémy (Národní listy 10.02.1896)[15]
- nekrolog Paula Verlaina (Národní listy 20.01.1896)[16]

a překlady básní:
- Paul Verlaine: Romance beze slov, Svit luny, V člunu, Se surdinkou, Never more, Zapadající slunce, Serenáda a Moudrost (Lumír 20.01.1896)[17]
- Maurice Maeterlinck: Dvě básně (Lumír 20.09.1896)[18]
- Arthur Rimbaud: Ofélie (Zlatá Praha 03.09.1897)[19]
- Stéphane Mallarmé: Zjevení (tamtéž)[20]
- Paul Verlaine: Pantomima (tamtéž)[20]
- Jean Lahor: Kostnice a U moře (tamtéž)[20]